# Monthly Gangan Joker
Monthly Gangan Joker (月刊ガンガンJOKER, Gekkan Gangan Joker) est un magazine japonais mensuel de prépublication de mangas de type shōnen édité par Square Enix depuis avril 2009. Il remplace le Monthly Gangan Wing (月刊ガンガンWING, Gekkan Gangan Wing) publié entre 1996 et 2009.

## Mangas prépubliés (liste non exhaustive)
- Arachnid
- Blattodea
- Dungeon ni deai o motomeru no wa machigatteiru darō ka Gaiden: Sword Oratoria
- Dusk Maiden of Amnesia
- Gambling School
- Gambling School Twin
- Imōto sae ireba ii. Gaiden: Imōto ni sae nareba ii!
- Lost Paradise
- Les Mémoires de Vanitas
- Mon amie des ténèbres
- Oreshura
- Prunus Girl
- Red Eyes Sword: Akame ga Kill!
- Scumbag Loser
- Secret Service
- Shibuya Hell
- The Great Jahy Will Not Be Defeated!